# Dick Rockwell
Richard Waring Rockwell (né le 11 décembre 1920 à Mamaroneck et mort le 18 avril 2006) est un dessinateur américain de comic strip et de comic booksurtout connu pour avoir assisté Milton Caniff pendant 35 ans sur le comic strip Steve Canyon.

## Biographie
Dick Rockwell grandit dans la ville de Kane en Pennsylvanie. Son père est le frère du peintre Norman Rockwell Après avoir servi dans l'armée de l'air pendant la seconde guerre mondiale, il commence à travailler pour des éditeurs de comics comme Fiction House ou Prize. C'est chez ce dernier qu'il signe son premier récit « The Masquerading Bandits » paru dans Headline Comics no 36 (août 1949).
Il travaille ensuite pour l'éditeur Lev Gleason Publications sur les titres Crime Does Not Pay et Black Diamond Western. Son travail est remarqué par Milton Caniff qui lui propose de le seconder sur le comic stip Steve Canyon. Il restera son assistant durant 35 ans. Son travail consiste à dessiner et encrer les personnages secondaires et les décors. Après la mort de Caniff, il poursuit seul ce strip.
À partir de 1951, Rockwell travaille en parallèle sur des comics tels que Man Comics, Girl Comics, Crime Exposed and Suspense, pour Atlas Comics. En 1981, il reçoit un prix Inkpot pour l'ensemble de son œuvre. En  1983 et 1988, il travaille pour DC Comics.
Par ailleurs, Rockwell travaille comme dessinateur d'audience et réalise des illustrations destinées à des magazines.